# 卡尔·阿诺德

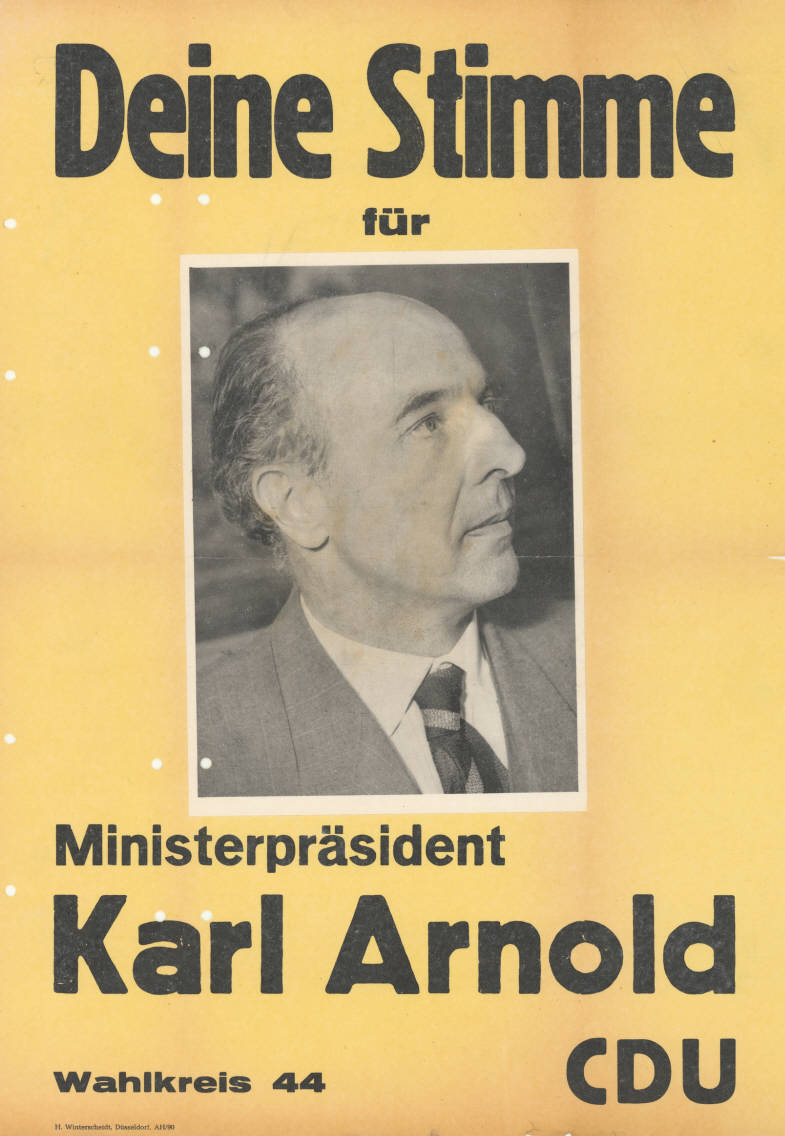
1950年基民盟印有阿诺德肖像的竞选海报

卡尔·博罗莫斯·阿诺德（德語：Karl Borromäus Arnold，1901年3月21日—1958年6月29日），德国政治家，基督教社会主义代表人物，曾任北威州总理，德国联邦参议院首任议长等职务。

## 生平
卡尔·阿诺德小学毕业后接受了鞋匠培训，于1919年完成学业。接下来的两年里他就读于Leohaus社会大学；1921年秋天，他搬到杜塞尔多夫，担任基督教皮革工人协会的一名工作人员。他一生都将自己视为基督教社会主义者。
1920年阿诺德加入了德国中央党和天主教工人运动。他自1920年起担任基督教工会的工作人员，及後在1924年成為基督教联合会杜塞尔多夫地区的秘书。他亦曾在1925年至1933年間擔任杜塞尔多夫市议员。
1928年，阿诺德与莉赛尔·乔雷斯结婚＾其子戈特弗里德（1933年－）后曾在1961年至1983年間代表基民盟担任联邦议院议员。
阿诺德自1934年起成为杜塞尔多夫一家卫生洁具店的共同所有人。在纳粹时期，他受到盖世太保的监视和迫害，并于 1944 年 8 月在雷暴行动中被监禁，但不久后因缺乏证据而获释。
1945年12月，阿诺德与汉斯·伯克勒 (Hans Böckler)在莱茵兰创立了统一工会，即今天的DGB 。阿诺德担任杜塞尔多夫区主席。从英国占领区那里，他与其他许可证持有人一起获得了面向基督教的Rheinische Post的日报许可证，该报至今仍由他的后代部分拥有。 1956 年，他成为学术天主教学生协会 Unitas Reichenstein Aachen的成员。
1958年接替雅各布. 凯泽（Jakob Kaiser）担任基民盟社会事务委员会主席。在当年7月6日的州选举中，阿诺德是基民盟北威州的州總理候选人。
1958年6月29日清晨，阿诺德从明登的集会返回杜塞尔多夫後，在他的公寓里因心脏病发逝世。其遺體葬於杜塞尔多夫Südfriedhof荣誉公墓。